# Великая ложа Бельгии
Великая ложа Бельгии (ВЛБ) — бельгийская великая масонская ложа, в которую допускаются к приёму только мужчины, и которая проводит работы в трёх символических градусах.

## Принципы
Великая ложа Бельгии относится к либеральным масонству. Работы всех лож открываются и закрываются Во Славу Великого Архитектора Вселенной и Библия всегда присутствует на алтаре. Члены лож свободны верить или не верить в Высшую Сущность. Подавляющее большинство членов является атеистами или агностиками. Свобода совести членов для них превыше всего. Эти ложи выступают за абсолютное разделение церкви и государства. По этим же причинам, и в отличие от англосаксонских лож, эти ложи, в Бельгии, Франции, Испании, Италии и Латинской Америке, представлены в форме масонства нерегулярного.
Значительное место в работе лож уделено революционным принципам свободы, терпимости, равенства и братства. Это означает, что акцент в работе этих лож делается на универсализм и космополитизм, и радикальную защиту концепции прав человека.

## История

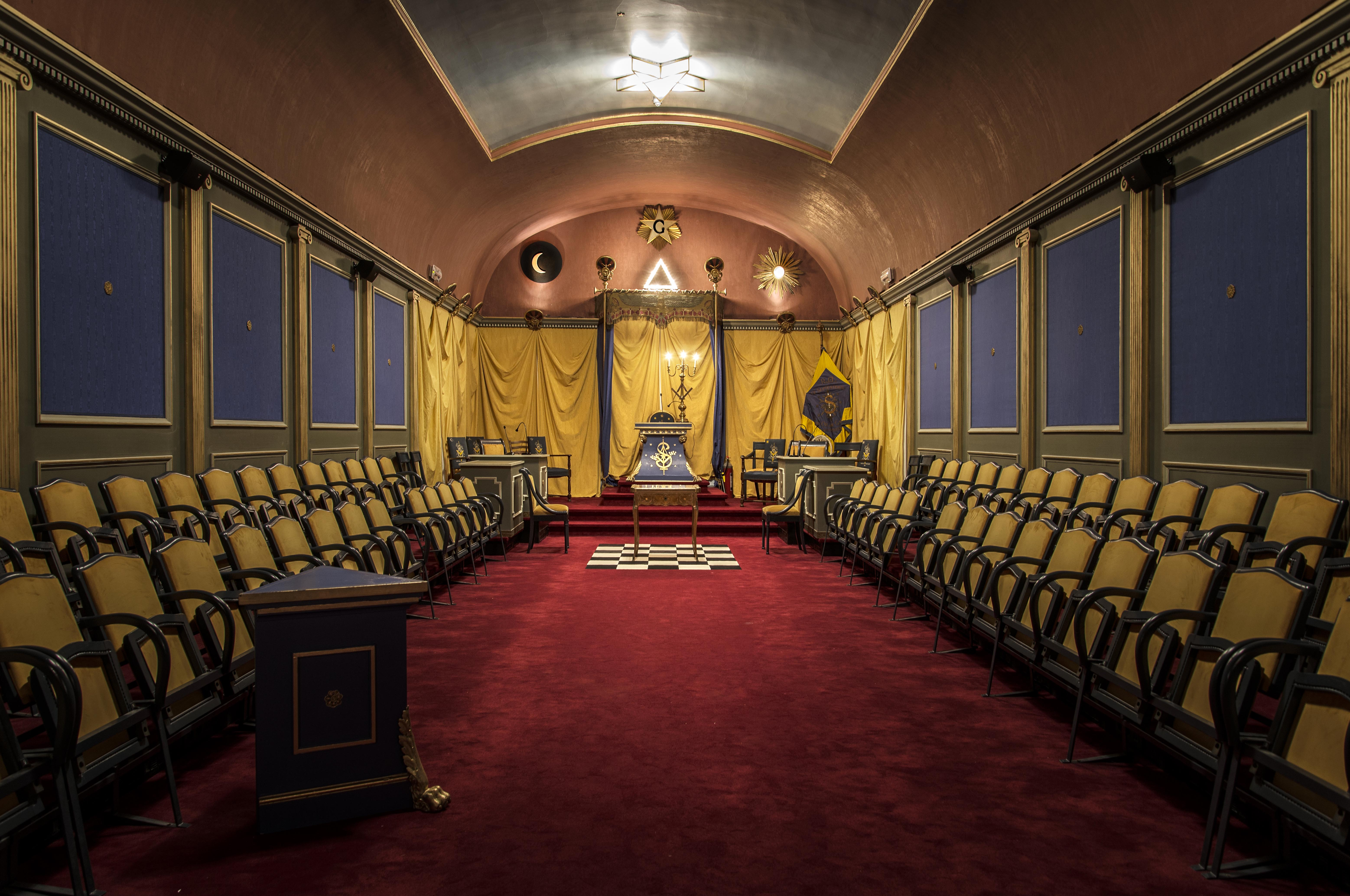
Интерьер ложи «Септентрион»

4 декабря 1959 года в секретариат Великого востока Бельгии поступило заказное письмо в котором сообщалось о выходе из состава ВВБ пяти лож: «La Parfaite Intelligence et l’Etoile Réunies», «La Constance», «Marnix van Sint-Aldegonde», «Tradition et Solidarité» и «Septentrion».
Два дня спустя, в Льеже, была создана Великая ложа Бельгии. Ложи которые отделились захотели получить международное признание в качестве регулярной великой ложи. Первым великим мастером был избран директор школы и биограф Уильям Элшот.
Вскоре последовал ряд встреч и консультаций с некоторыми ложами, после чего эти ложи поделились на две группы. Одна половина осталась с Великим востоком Бельгии, а другая половина отошла к Великой ложе Бельгии.
Объединённая великая ложа Англии в 1964 году признала Великую ложу Бельгии регулярной. Через десять лет это признание было отозвано.
Масоны из Великого востока Бельгии до 1959 года, которые покидали это послушание, присоединялись к Великой ложе Франции.
Великая регулярная ложа Бельгии была создана 15 июня 1979 года в качестве англосаксонского противопоставления Великой ложе Бельгии, и которая была признана ОВЛА, как единственная регулярная великая ложа в Бельгии.

## Организация

### Юрисдикция
Великая ложа Бельгии — некоммерческая организация. Штаб-квартира послушания и храмовый комплекс находятся в Брюсселе.
Все отдельные ложи имеют статус юридического лица.

### Структура
Великая ложа Бельгии — это бельгийская федерация масонских лож, членами которой всегда были исключительно мужчины. Это отдельные и суверенные ложи, однако, они вправе проводить совместные заседания с дружественными ложами, которые состоят исключительно из женщин, или имеют смешанный тип послушания.

### Статистика
В Великой ложе Бельгии в 1973 году было около 2000 членов в 30 ложах. В 2006 году число членов было около 2500, в 52 ложах, на 2018 год численность составляет 4 000 масонов.
Ложи находятся:
18 в Валлонии (работают только на французском языке)
15 в Брюсселе (на французском языке работают 13 лож, 1 на голландском и 1 ложа работает на двух языках)
19 во Фландрии (из них 16 работают на голландском языке и 3 на французском)
В среднем численность каждой ложи составляет около 48 человек.

### Используемые уставы
Великая ложа Бельгии проводит работы на голландском и французском языках, и использует несколько уставов в трех основных степенях, в том числе:
- Французский устав дополняет традиционную символику и наследует и передаёт традиции с элементами рыцарства Франции, и в некоторых местах аристократические особенности присущие в прошлом масонам. Устав было кодифицирован в 1786 году во Франции. В него были добавлены элементы веротерпимости, а не теологические концепции христианства.
- Древний и принятый шотландский устав, который также активно используется, имеет христианскую окраску[2].

## Международные и двусторонние отношения
ВЛБ была членом международной масонской организации — CLIPSAS. В настоящее время она является членом другой международной масонской организации — SIMPA.
Послушание имеет тесные связи с Великим востоком Бельгии, Международным смешанным масонским орденом Право человека (Бельгийская федерация) и Великой женской ложей Бельгии, образуя при этом «Федерацию бельгийского масонства». Великая ложа Бельгии не имеет отношений с Регулярной великой ложей Бельгии. Ложи ВЛБ также проводят совместные встречи и мероприятия с ВВБ.

### Бельгийская масонская федерация
21 февраля 1989 года четыре бельгийских послушания: Великая женская ложа Бельгии, Великая ложа Бельгии, Бельгийская федерация Право человека и Великий восток Бельгии, выступили со следующим заявлением:
"Бельгийские послушания, подписавшие эту декларацию, являются носителями масонской истории в течение нескольких столетий, в ходе которой многое в персональной истории каждого из послушаний существенно отличалось. Она предписывает проведение традиционных и универсальных посвящений в том же порядке, что и во всём масонстве, на основе братства, сообщества свободных и справедливых людей.
Не нарушая суверенитета было обнаружено, что несмотря на их разнообразие в каждой из лож, они имеют общие характеристики:
- Практика посвятительной работы и использование метода основанного на символике;
- Стремление к улучшению человечества во всех областях;
- Защита свободы совести, свободы мысли и свободы выражения мнений;
- Стремление к гармоничным отношениям между всеми людьми противоположных взглядов в попытке примирения;
- Отклонение каждого догмата.

Более того, эти послушания в миру не вмешиваются в политические или религиозные споры. Они сохраняют за собой право, каждый по своему усмотрению, занимать собственную позицию в вопросах морали.
Сознавая высшие принципы послушания, следовательно считают, что поиск истины и стремление к справедливости, ничем не может быть предотвращён, и не может быть ограничен.